# 5204 Herakleitos
5204 Herakleitos eller 1988 CN2 är en asteroid i huvudbältet som upptäcktes den 11 februari 1988 av den belgiske astronomen Eric W. Elst vid La Silla-observatoriet. Den är uppkallad efter den grekiske filosofen Herakleitos.
Asteroiden har en diameter på ungefär 13 kilometer och den tillhör asteroidgruppen Themis.